# Onychogomphus styx
Onychogomphus styx es una especie de libélula de la familia Gomphidae.
Puede ser encontrada en los siguientes países: Kenia, Tanzania, Uganda, Zambia y posiblemente en Guinea.
Sus habitats naturales son: bosques subtropicales o tropicales húmedos de baja altitud y ríos.
Está amenazada por pérdida de hábitat.